# Comitê rural
Comitê rural (鄉事委員會) é um órgão que representa o bem-estar dos residentes indígenas nos Novos Territórios de Hong Kong. O presidente de cada comitê é o representante no Heung Yee Kuk, e é membro ex officio de um conselho dos distritos.